# Su Sanniang
Su Sanniang (苏三娘; 1830–1854), fue una rebelde china durante la Rebelión Taiping. Líder de una banda de forajidos, se unió a la rebelión al mando de dos mil soldados. 

## Biografía
Nació hacia 1830 en el sur, la provincia de Guandong, donde son mayoritarios los hakka. Al contrario que entre los han norteños donde el trabajo del campo era masculino y las mujeres solo se ocupaban de las labores domésticas, las mujeres hakka también colaboraban en la recolección del té, en el cultivo del arroz y araban con los búfalos de agua, no seguían tan estrictamente los códigos confucianos y no se vendaban los pies. Su Sanniang se trasladó con su esposo a Guangxi y allí él fue asesinado por bandoleros. Las autoridades apenas hicieron caso al tratarse de un simple campesino, así que ella juró vengarse. Consiguió reunir a un centenar de jóvenes y recorrió con ellos la región hasta que los encontró y mató. Perseguidos por las autoridades, Su Sanniang y su banda se dedicaron a robar a los ricos para repartirlo entre los pobres, lo que les ganó la simpatía del pueblo y más adhesiones a su grupo. Al estallar la Rebelión Taiping, Su Sanniang y los dos mil hombres bajo su mando se unieron a la revuelta, convirtiéndose en la primera líder rebelde en China en más de cien años.
El último registro histórico sobre ella la sitúa en el asedio de la ciudad de Zhenjiang en 1854. Se desconoce si murió allí o sobrevivió.